# Le Plessis-Pâté
 Le Plessis-Pâté  es una población y comuna francesa, ubicada en la región de Isla de Francia, departamento de Essonne, en el distrito de Palaiseau y cantón de Brétigny-sur-Orge.

## Demografía
| 467 | 622 | 1249 | 2719 | 2798 | 2926 |
| Para los censos de 1962 a 1999 la población legal corresponde a la población sin duplicidades (Fuente: INSEE [Consultar]) |     |      |      |      |      |